# Biélorussie au Concours Eurovision de la chanson 2015
La Biélorussie participe au Concours Eurovision de la chanson 2015 à Vienne, en Autriche. Le pays est représenté par un duo, formé d'Uzari et Maïmouna, interprétant Time, sélectionnés via une sélection nationale télévisée.

## Sélection
Le pays a annoncé sa participation le 8 septembre 2014.
La sélection du représentant biélorusse se fait via l'émission Eurofest, diffusée le 26 décembre 2014.

### Format
Du 21 octobre au 21 novembre 2014, artistes et compositeurs ont pu soumettre une candidature pour l'émission. Au terme de cette période, 110 candidatures avaient été déposées auprès du diffuseur biélorusse. Un premier tour d'auditions, ayant eu lieu les 4 et 5 décembre, a permis de restreindre ce nombre à quinze. Ces quinze artistes, révélés le 5 décembre, ont pu participer à la partie télévisée de la sélection le 26 décembre.
Lors de la finale télévisée, le vainqueur est désigné par un vote combinant un jury d'experts et le télévote biélorusse. Le jury d'experts comporte sep jurés, et compte pour 7/8 du résultat final, tandis que le télévote compte pour 1/8.

### Résultats
Le gagnant du concours Eurofest représentera la Biélorussie au Concours Eurovision de la chanson. La finale a été diffusée le 26 décembre 2014.
| Ordre | Artiste                 | Chanson                | Télévote | Télévote | Jury | Total | Place |
| Ordre | Artiste                 | Chanson                | Voix     | Points   | Jury | Total | Place |
| ----- | ----------------------- | ---------------------- | -------- | -------- | ---- | ----- | ----- |
| 1     | NAPOLI                  | My Dreams              | 1 159    | 7        | 29   | 36    | 6     |
| 2     | Lis                     | Angel                  | 424      | 2        | 17   | 19    | 9     |
| 3     | Daria                   | Love Is My Colour      | 193      | 0        | 14   | 14    | 11    |
| 4     | Gounech                 | I Believe in a Miracle | 531      | 3        | 59   | 62    | 3     |
| 5     | Muzzart                 | Only Dance             | 2 862    | 12       | 18   | 30    | 7     |
| 6     | Valeria Sadovskaïa      | Summer Love            | 403      | 0        | 28   | 28    | 8     |
| 7     | Rostany                 | Electric Toys          | 373      | 0        | 9    | 9     | 13    |
| 8     | Janet                   | Supernova              | 200      | 0        | 5    | 5     | 14    |
| 9     | Alexeï Gross            | Stand As One           | 917      | 5        | 40   | 45    | 5     |
| 10    | Milki                   | Accent                 | 2 226    | 10       | 37   | 47    | 4     |
| 11    | Uzari & Maïmouna        | Time                   | 1 188    | 8        | 68   | 76    | 1     |
| 12    | Beatrees                | Fighter                | 939      | 6        | 10   | 16    | 10    |
| 13    | Vitaly Voronko          | Drajv                  | 268      | 0        | 1    | 1     | 15    |
| 14    | Anastasia Malachkevitch | Don't Save My Name     | 710      | 4        | 62   | 66    | 2     |
| 15    | Tacha Odi               | Giving Up Your Love    | 408      | 1        | 9    | 10    | 12    |

Les vainqueurs de la sélection sont Uzari et Maïmouna. Ils ont donc représenté la Biélorussie avec leur chanson Time.

## À l'Eurovision
La Biélorussie a participé à la première demi-finale, le 19 mai 2015, mais, arrivée 12e avec 39 points, ne s'est pas qualifiée pour la finale.